# 가상 국제 전거 파일
가상 국제 전거 파일(영어: Virtual International Authority File, 약칭: VIAF)은 일부 국립 도서관의 프로젝트에서 Online Computer Library Center (OCLC)에 의해 운영 관리되고 있는 전거 파일이다. 또한 가상 국제 전거 파일 프로젝트는 독일 국립 도서관과 미국 의회 도서관에 의해 시작되었다.

## 참여 도서관 및 단체
- 신 알렉산드리아 도서관
- 스페인 국립도서관
- 포르투갈 국립도서관
- 프랑스 국립도서관
- 그리스 국립도서관
- 대영 도서관
- 독일 국립도서관
- 국제표준이름식별자
- 이스라엘 박물관
- 미국 의회도서관
- 자그레브 국립 대학 도서관
- 국립 대학 도서관 (슬로베니아)
- 국가도서관
- 일본 국립국회도서관
- 국립 정보학 연구소
- 오스트레일리아 국립도서관
- 카탈루냐 국립도서관
- 에스토니아 국립도서관
- 아일랜드 국립도서관
- 이스라엘 국립도서관
- 국립중앙도서관
- 라트비아 국립도서관
- 룩셈부르크 국립도서관
- 네덜란드 왕립도서관
- 국립도서관 (노르웨이)
- 폴란드 국립도서관
- 러시아 국립도서관 (상트페테르부르크)
- 스웨덴 왕립도서관
- 체코 국립도서관
- 국립 세체니 도서관
- 페르세우스 프로젝트
- 국제음악원전기구
- 프랑스 대학도서관 종합목록
- 스위스 국립도서관
- ULAN
- 미국 국립 의학 도서관
- 바티칸 도서관
- 위키데이터

### 시험 목적으로 추가된 도서관
- 리투아니아 국립도서관
- 국립 대학 도서관 (슬로베니아)

## 같이 보기
- 전거 통제
- 게마인자메 노름다타이
- 국제표준이름식별자